# 南若松駅
南若松駅（みなみわかまつえき）は、福島県会津若松市門田町大字一ノ堰字下住にある会津鉄道会津線の駅である。

## 歴史
会津鉄道転換当初から近隣工業団地への通勤客を見込み一ノ堰工業団地駅という仮称で設置が検討されていた。1995年になり工業団地の区画販売状況と第50回ふくしま国体開催が決定したことで着工に至った。
- 1995年（平成7年）8月10日 - 会津鉄道により開業[1][2]。

## 駅構造
有効長55mの単式ホーム1面1線を有する地上駅。無人駅である。駅舎とホームはスロープでつながっている。

## 利用状況
- 会津鉄道 - 2016年度の1日平均乗車人員は14人であった[4]。

| 乗車人員推移 | 乗車人員推移     |
| 年度         | 一日平均乗車人員 |
| ------------ | ---------------- |
| 2000         | 36               |
| 2001         | 36               |
| 2002         | 38               |
| 2003         | 38               |
| 2004         | 41               |
| 2005         | 36               |
| 2006         | 27               |
| 2007         | 30               |
| 2008         | 30               |
| 2009         | 25               |
| 2010         | 25               |
| 2011         | 14               |
| 2012         | 14               |
| 2013         | 16               |
| 2014         | 14               |
| 2015         | 16               |
| 2016         | 14               |

## 駅周辺
- 門田郵便局
- 会津総合運動公園 - 徒歩15分。臨時にバスが発着することもある。
- あいづドーム - 徒歩約20分。

## 隣の駅
会津鉄道
■会津線
□快速「リレー号」
通過
□快速「AIZUマウントエクスプレス」・□快速（無愛称の会津若松行き）・■普通（「リレー号」含む）
西若松駅 - 南若松駅 - 門田駅
- 2009年から2013年までの間、当駅 - 門田駅間に一ノ堰六地蔵尊駅（2009年のみ駅名は「六地蔵尊駅」）が8月23日及び24日限定で臨時駅として設置された。